# King William
King William è un census-designated place (CDP) degli Stati Uniti d'America, situato nello stato della Virginia, nella contea di King William, della quale è il capoluogo.